# Abu an-Numrus
Abu an-Numrus – miasto w Egipcie, w muhafazie Giza. W 2006 roku liczyło 57 766 mieszkańców.